# ニホンツキノワグマ
ニホンツキノワグマ（学名: Ursus thibetanus japonicus）は、ツキノワグマの日本産亜種で、日本列島の本州および四国に分布する。

## 形態
体長100-150センチメートル。尾長6-11センチメートル。体重はオスで60-120キログラム、メスで40-80キログラムほど。ユーラシア大陸産に比べ小型である。世界各地に棲むクマ類でも小型な部類である。
最大の記録は1967年に宮城県で捕獲された220キログラムの個体で、近年にも2001年に山形県で体長165センチメートル、体重200キログラムの記録が報告されている。肩が隆起せず、背の方が高い。全身の毛衣は黒いが、まれに赤褐色や濃褐色の個体もいる。胸部に三日月形やアルファベットの「V」字状の白い斑紋が入り（ない個体もいる）、旧属名 Selenarctos（「月のクマ」の意）や和名の由来になっている。

## 生態
本州および四国の森林に生息し、九州では絶滅したとされる。夜行性で、昼間は樹洞や岩の割れ目、洞窟などで休むが、果実がある時期は昼間に活動することもある。夏季には標高2,000メートル以上の場所でも生活するが、冬季になると標高の低い場所へ移動し冬眠する。食性は植物食傾向の強い雑食で、果実、芽、昆虫、魚、動物の死骸などを食べる。
以前はヒグマと違い、大型動物を捕食することはほとんどないと考えられていたが、近年では猛禽類（イヌワシ）の雛や大型草食獣（ニホンカモシカやニホンジカ）などを捕獲して食べたりする映像が研究者や観光客により撮影されることから、環境により動物を捕獲して食料とする肉食の傾向も存在すると考えられる。
繁殖形態は胎生で、主に2頭の幼獣を産む。授乳期間は3か月半。幼獣は生後1週間で開眼し、生後2-3年は母親と生活する。生後3-4年で性成熟する。寿命は24年で、飼育下の寿命は約33年である。

## 個体数と人間との関係
日本に棲むツキノワグマは「猛獣」ではないという見解を示す地方自治体もあるが、野生動物だけでなくヒト（人間）を殺傷した事例も多発しており、農林業の害獣でもある。このため、その棲息域や熊害防止には大きな関心が払われている。日本では古来狩猟の獲物とされ、現代において人間に危害を及ぼした場合は駆除されることもあるが、一方で狩猟が禁止されている地方自治体もある。
日本国内における個体数は、10,000頭前後と推定されていた。しかし、ドングリなど堅果類の凶作年であった2004年に約2,300頭、2006年に約4,600頭のクマが捕殺 された後も、頻繁に目撃されていることから実態数は不明である。2010年の大量出没年の際に『朝日新聞』が、各都道府県の担当者に聞き取り調査を行った数では16,000頭-26,000頭と幅が大きいうえ、数十頭の個体数と考えられていた岡山県などで推測数の半分近くが捕獲される例が相次ぎ、誤差の大きさをうかがわせている。
クマの異常出没の原因、要因として、短期的（直接・至近）要因では、堅果類の大凶作、ナラ枯れなどによるナラ枯損面積の拡大が挙げられる。また、長期的背景として、生息数の回復・増加、奥山林の変化、拡大造林地の成熟と生息地シフト、里山地域の放棄と生息変化、誘引要因の増加（カキなど放置果樹、果樹の大量放棄、残飯、ごみ）、ハンター（猟師）の減少、新世代グマの登場などが挙げられる。
日本国政府（環境省など）や各自治体は、森林が近い地域での日常生活や登山などでクマを警戒して接触をなるべく避け、遭遇した場合は刺激しないよう離れ、クマを人里へ誘引しない対策をとるよう呼びかけている。具体的には、柿など実を収穫しなくなった果樹、食品ごみなどの撤去を強く指導しているほか、追い払い体制の整備（煙火弾、轟音弾）、警戒と捕獲体制の整備（罠、駆除隊）が今後の行政の課題となっている。中期的対応課題としては、ハザードマップの作成と警戒地区の指定、ベアドッグの訓練と解禁（地区、期間限定の放し飼い）、里山の整備、回廊状構造の整備が挙げられる。また、進入防止用の電気柵の設置や樹皮剥ぎ防止用資材の設置といった非致死的防除手法が導入されるケースもある。また、神奈川県では捕獲したツキノワグマを爆竹や花火、唐辛子スプレーを用いて人の怖さを植え付けたうえで山に放す「学習放獣」を実施しており、2019年度までに28頭がこの方法で放獣されたが、再捕獲されたのはそのうちの3頭に留まっている。
人身への被害をみると、2004年には全国で109人（うち死亡者2名）、2006年には145人（うち死亡者3名）、2010年には147人（うち死亡者2名）の被害者が報告されている。秋田県鹿角市において2016年に5月下旬から6月の短期間にかけて7人が被害に遭い、うち4人が死亡し遺体を食害された例もある（十和利山熊襲撃事件）。森林内はもとより、森林と人間の居住エリアとの境界付近であることが多い。また、クマは背中を見せて逃げるものを追う習性があるため、出遭ったときは、静かに後ずさりすべきである。
農作物のほか、養蜂場や養魚場もクマによる被害が大きい。日本では主に6 - 7月にカラマツ、スギ、ヒノキなどの樹皮を剥いで形成層を食べるため、林業においても害獣とみなされ、クマハギ（熊剥ぎ）とも呼ばれる。全周剥皮では枯死、部分剥皮では剥皮が大規模なら衰弱し、腐食などにより材木の価値が下がるなどの被害が生じる。樹皮剥ぎの理由はよく分かっておらず、食物が乏しいため樹皮を食用とする説、繁殖行動のためのメスの誘引などの説がある。樹皮剥ぎの被害は西日本の太平洋側が中心と言われてきたが、近年では西日本の日本海側や東北地方でも深刻なことが確認されている。1998 - 2000年に岐阜県で行われた糞の内容物・血中尿素濃度・血中ヘモグロビン濃度の調査ではウワミズザクラの果実の比率が下がる年は針葉樹の樹皮の比率が上昇したこと・樹皮の比率が上昇した年は血中尿素濃度が高く血中ヘモグロビン濃度が低いことから、凶作により栄養状態の悪い年には樹皮剥ぎを行われることを示唆する報告例もある
日本では2021年の時点でくま科（クマ科）単位で特定動物に指定されており、2019年6月には愛玩目的での飼育が禁止された（2020年6月に施行）。

## 各地域の地域個体群
下北半島のツキノワグマ（下北半島個体群）
1998年における下北半島（青森県北東部）の森林率は79 %で減少傾向にあり、一方で人工林率は43 %で増加傾向にある。2008年の時点での生息数は120 - 270頭と推定されている。
絶滅のおそれのある地域個体群（環境省レッドリスト）
紀伊半島のツキノワグマ（紀伊半島個体群）
紀伊半島は古くから林業地帯であり、第二次世界大戦後の人工林増加もあり、人工林率は絶滅のおそれがある地域の中でも最も大きい。1994年に奈良県と三重県、和歌山県では、狩猟による捕獲が禁止されている。1965年における生息数は335頭、1987年と1999年における生息数はそれぞれ180頭と推定されている。
絶滅のおそれのある地域個体群（環境省レッドリスト）
東中国地域のツキノワグマ（中国地方東部個体群）
中国地方東部では、人工林の増加、道路建設やスキー場建設、イノシシ用の罠による混獲などによる影響が懸念されている。
絶滅のおそれのある地域個体群（環境省レッドリスト）
西中国地域のツキノワグマ（中国地方西部個体群）
自然林の減少、住宅地や人工林の増加、スキー場開発や別荘地造成、イノシシ用の罠による混獲などによる影響が懸念されている。1994年に島根県と広島県、山口県では、狩猟による捕獲が禁止されている。一方で有害駆除は行われており、2006年に239頭、2008年に67頭、2010年に182頭が捕獲されている。1998 - 1999年度における生息数は280 - 680頭、2004 - 2005年度における生息数は300 - 740頭と推定されている。
絶滅のおそれのある地域個体群（環境省レッドリスト）
四国山地のツキノワグマ（四国個体群）
四国四県にまたがる四国山地においては、1970年代後半に愛媛県と香川県では絶滅し、1990年代以降は確実な生息が報告されているのは剣山周辺（高知県北東部・徳島県南西部）に限定される。分布域が非常に限定的であることにくわえて、イノシシやニホンジカ用の罠による混獲・道路建設による影響が懸念されている。1986年に高知県、1987年に徳島県、1994年に四国全域で狩猟による捕獲が禁止されている。1996年時点での徳島県における生息数は12頭以上、高知県における生息数は2 - 10頭と推定されている。
絶滅のおそれのある地域個体群（環境省レッドリスト）
九州のツキノワグマ
九州の個体群は捕獲例が1941年、確実な目撃例が幼獣の死骸が発見された1957年以降はなく絶滅したと考えられている。1987年に捕獲例もあるが、頭骨の計測から中国地方以北の個体であることが示唆され、ミトコンドリアDNAの分子系統解析でも、福井県から岐阜県にかけての個体群と一致する解析結果が得られた。そのため琵琶湖（滋賀県）以東の個体あるいは琵琶湖以東の個体に由来する個体が人為的に移入された後に捕獲されたと考えられている。祖母・傾山系や九州山地・脊振山地では目撃例があるが、仮に野生個体がいても本州からの移入個体が発見されたという前例から遺伝的解析を行わないと九州の個体群とは断定できないという問題がある。
ツキノワグマは本州最西端の山口県下関市でも毎年目撃されるようになっており、森林総合研究所の専門家は、九州と隔てる関門海峡を泳いで渡る能力があると指摘している。

## 文化的側面

### 伝説・民話・昔話
日本では、足柄山で金太郎が熊と相撲を取ったという伝説があるが、このクマの種類について河合雅雄 (1996) はツキノワグマと、戸川幸夫 (1978) は「足柄山に居る熊だからヒグマではなく、ニッポンツキノワグマ（ツキノワグマの日本産亜種）に違いない。」と述べている。また、戸川は「水戸黄門漫遊記の中にも雪の山中で黄門が熊に救われたという講談があるが、これもニッポンツキノワグマだ。」と述べている。